# جون تي تومسون
جون تي تومسون (بالإنجليزية: John T. Thompson)‏ هو عسكري ومخترع أمريكي، ولد في 31 ديسمبر 1860 في نيوبورت في الولايات المتحدة، وتوفي في 21 يونيو 1940 في نك الكبرى ‏ في الولايات المتحدة.